# Bonaventure Dutreux-Boch
Bonaventure Dutreux-Boch (Ciutat de Luxemburg, 14 de juliol de 1775 - 11 de gener de 1829) va ser un empresari i polític luxemburguès. Va ocupar el càrrec Receveur général an Administrateur du Trésor pel departament francès de Forêts, i com a burgmestre de la ciutat de Luxemburg del 1814 al 1816.